# Cargo Mas
Cargo Mas is een Belgisch-Nederlands muziekcollectief, in 2019 opgericht door de Belgische trompettist en componist Sam Vloemans. Het collectief bestaat uit Vloemans en zes vaste muzikanten, aangevuld met gastspelers. De muziek wordt omschreven als een mix van onder andere funk, soul, salsa en urban jazz.
Begin 2020 verscheen het debuutalbum Cargo Mas I. Naast de vaste leden speelden hier onder andere ook Kobe Proesmans, Tom Vanstiphout en Bruno De Groote mee. Gastsolisten waren trombonist Fred Wesley, bassiste Ida Nielsen en trompettist Mike 'Maz' Maher.
In 2022 volgden twee ep's, tezamen Cargo Mas II genoemd. Gastbijdrages waren onder andere afkomstig van gitarist Cory Wong, bassist Reggie Washington en saxofonist Ian Hendrickson-Smith. 
In 2022 speelde de band tijdens enkele concerten samen met trombonist Greg Boyer. , alsook bij hun concert op Jazz Middelheim in 2025. 
Het collectief stond op diverse podia, waaronder het North Sea Jazz Festival, Jazz Middelheim, Paradiso, De Singel, OLT Rivierenhof en Zaal Lux.

## Bezetting
De vaste bandleden zijn:
- Sam Vloemans (compositie, trompet, percussie)
- Tom Verschoore (trombone)
- Mike Roelofs (keyboard)
- Bart Oostindie (gitaar)
- Robert Mercurio (bas)
- Pat Dorcean (drums)
- Amel Serra Garcia (percussie)

## Discografie
| Album                         | release       |
| ----------------------------- | ------------- |
| Cargo Mas I                   | Januari 2020  |
| Cargo Mas II (part one & two) | November 2022 |